# Campionato europeo Superstock 600 2007
Il Campionato europeo Superstock 600 del 2007 è stato la terza edizione del campionato Europeo della categoria Superstock 600. Sviluppatosi su 11 prove in totale, con inizio in Gran Bretagna sul circuito di Donington Park il 1º aprile e conclusione in Francia, sul circuito di Magny-Cours il 6 ottobre.
Al termine del campionato si è laureato campione europeo il pilota francese Maxime Berger alla guida di una Yamaha YZF-R6 gestita dal team Trasimeno, che ha preceduto di 42 punti l'italiano Andrea Antonelli  con la Honda CBR600RR. Al terzo posto si piazza un altro italiano, Michele Magnoni su Yamaha, staccato di 49 punti dal leader del campionato.

## Calendario
| Nº | Data         | Gran Premio | Circuito         | Pole Position   | Vincitore Gara   | Leader del campionato | Resoconto |
| -- | ------------ | ----------- | ---------------- | --------------- | ---------------- | --------------------- | --------- |
| 1  | 1 aprile     | Europa      | Donington        | Michele Magnoni | Michele Magnoni  | Michele Magnoni       | Resoconto |
| 2  | 14 aprile    | Spagna      | Valencia         | Maxime Berger   | Maxime Berger    | Maxime Berger         | Resoconto |
| 3  | 29 aprile    | Paesi Bassi | Assen            | Roy Ten Napel   | Andrea Antonelli | Andrea Antonelli      | Resoconto |
| 4  | 12 maggio    | Italia      | Monza            | Michele Magnoni | Michele Magnoni  | Michele Magnoni       | Resoconto |
| 5  | 27 maggio    | Regno Unito | Silverstone      | Maxime Berger   | Gara annullata   | Michele Magnoni       | Resoconto |
| 6  | 16 giugno    | San Marino  | Misano Adriatico | Michele Magnoni | Maxime Berger    | Michele Magnoni       | Resoconto |
| 7  | 21 luglio    | Rep. Ceca   | Brno             | Roy Ten Napel   | Domenico Colucci | Maxime Berger         | Resoconto |
| 8  | 5 agosto     | Regno Unito | Brands Hatch     | Maxime Berger   | Maxime Berger    | Maxime Berger         | Resoconto |
| 8  | 5 agosto     | Regno Unito | Brands Hatch     | Maxime Berger   | Maxime Berger    | Maxime Berger         | Resoconto |
| 9  | 8 settembre  | Germania    | Lausitz          | Roy Ten Napel   | Vincent Lonbois  | Maxime Berger         | Resoconto |
| 10 | 29 settembre | Italia      | Vallelunga       | Maxime Berger   | Roy Ten Napel    | Maxime Berger         | Resoconto |
| 11 | 6 ottobre    | Francia     | Magny-Cours      | Maxime Berger   | Maxime Berger    | Maxime Berger         | Resoconto |

## Classifica finale
| Pos. | Pilota               | Moto     |     |     |     |     |    |     |    |     |     |     |     |     | P.ti |
| ---- | -------------------- | -------- | --- | --- | --- | --- | -- | --- | -- | --- | --- | --- | --- | --- | ---- |
| 1    | Maxime Berger        | Yamaha   | 5   | 1   | 3   | 6   | AN | 1   | 3  | 1   | 1   | 6   | 3   | 1   | 204  |
| 2    | Andrea Antonelli     | Honda    | 2   | 9   | 1   | 7   | AN | 5   | 5  | 4   | 2   | 10  | 2   | 2   | 162  |
| 3    | Michele Magnoni      | Yamaha   | 1   | 7   | 5   | 1   | AN | 2   | 8  | 3   | 4   | 12  | 5   | 4   | 155  |
| 4    | Gregg Black          | Yamaha   | 11  | Rit | 4   | 2   | AN |     | 6  | 5   | 3   | 2   | 9   | 3   | 118  |
| 5    | Roy Ten Napel        | Yamaha   | 6   | 2   | 6   | 9   | AN | 11  | 4  | Rit | 10  | 15  | 1   | 5   | 108  |
| 6    | Sylvain Barrier      | Yamaha   | 4   | Rit | 2   | 4   | AN | Rit | 2  | 6   | Rit | Rit | 7   | 6   | 95   |
| 7    | Domenico Colucci     | Ducati   | 3   | 5   | Rit | 5   | AN | Rit | 1  | 2   | Rit |     |     |     | 83   |
| 8    | Michaël Savary       | Yamaha   | 8   | 11  | 7   | 11  | AN | 10  | 7  | 7   | 5   | Rit | 11  | 7   | 76   |
| 9    | Daniele Beretta      | Suzuki   | 15  | 5   | 11  | Rit | AN | 9   | 15 | 10  | 7   | 9   | 4   | 8   | 67   |
| 10   | Vincent Lonbois      | Suzuki   | 22  | 13  | 22  | 21  | AN | 14  | 18 | 8   | 6   | 1   | 10  | 9   | 61   |
| 11   | Marco Bussolotti     | Yamaha   |     |     |     | 3   |    | 3   |    |     |     |     | 6   |     | 42   |
| 12   | Gino Rea             | Suzuki   | 10  | 3   | 23  | 14  | AN | 15  | 11 | 11  | 13  | Rit | 24  | 13  | 41   |
| 13   | Dennis Sigloch       | Yamaha   | 12  | 4   | 9   | 8   | AN | 8   |    |     |     |     |     |     | 40   |
| 14   | Mathieu Gines        | Yamaha   | 7   | 20  | 8   | 10  | AN | Rit | NP | Rit | Rit | 5   | 12  | Rit | 38   |
| 15   | Renato Costantini    | Honda    | 9   | Rit | 17  | 12  | AN | 7   | 9  | Rit | 8   | Rit | 19  | 17  | 35   |
| 16   | Michal Sembera       | Honda    | 18  | 15  | 10  | Rit | AN | 13  | SQ | 9   | Rit | Rit | 13  | 14  | 22   |
| 17   | Patrik Vostárek      | Honda    | 16  | 23  | 12  | 16  | AN | 12  | 10 | 16  | 14  | Rit | 15  | 11  | 22   |
| 18   | Ondřej Ježek         | Kawasaki |     |     |     |     |    |     | 14 | 15  | 17  | 3   | 16  | 18  | 19   |
| 19   | Kenny Tirsgaard      | Suzuki   | 19  | 12  | 19  | 13  | AN | 6   | 19 | 20  | 16  | Rit | 27  | 21  | 17   |
| 20   | Leon Hunt            | Honda    | 27  | 21  | 27  | 21  | AN | 21  |    | 12  | 12  | 7   | 28  | 26  | 17   |
| 21   | Dane Hellyer         | Kawasaki |     |     |     |     |    |     |    |     |     | 4   |     |     | 13   |
| 22   | Giuliano Gregorini   | Yamaha   |     |     |     |     |    | 4   |    |     |     |     |     |     | 13   |
| 23   | Giuseppe Barone      | Honda    | 13  | 22  | 14  | 20  | AN |     | 25 | 13  | 11  | Rit |     |     | 13   |
| 24   | Adrián Bonastre      | Yamaha   |     |     |     |     |    |     | 12 | 25  | 9   |     |     |     | 11   |
| 25   | Eddi La Marra        | Honda    | Rit | 8   | 18  | 19  | AN | 19  | 21 | Rit | 22  | 14  | 22  | 23  | 10   |
| 26   | Josep Pedró Subirats | Yamaha   | 24  | 10  | 13  | 15  | AN |     |    |     |     | 19  | 21  | 20  | 10   |
| 27   | Danilo Petrucci      | Yamaha   |     |     |     | Rit |    | Rit |    |     |     |     | 8   |     | 8    |
| 28   | Yannick Guerra       | Yamaha   | 23  | 25  | 27  | 23  | AN | 23  | 27 | 19  | 21  | 8   | 17  | 16  | 8    |
| 29   | Nicolas Pouhair      | Yamaha   |     |     |     |     |    |     |    |     |     |     | 10  |     | 6    |
| 30   | Hampus Johansson     | Yamaha   |     |     |     |     |    |     |    |     |     | 11  |     |     | 5    |
| 31   | Branko Srdanov       | Yamaha   | 26  | 14  | 20  | 24  | AN |     | 30 | 22  | 25  | 13  | Rit | 28  | 5    |
| 32   | Axel Maurin          | Kawasaki |     |     |     |     |    |     |    |     |     |     | 12  |     | 4    |
| 33   | Chris Leeson         | Suzuki   |     |     | 26  | 18  | AN |     | 13 |     |     | Rit |     | 15  | 4    |
| 34   | Gregory Junod        | Kawasaki | 14  | 24  | 15  | 16  | AN | 20  | SQ |     |     |     |     | Rit | 3    |
| 35   | Nico Morelli         | Yamaha   |     |     |     |     |    |     |    |     |     |     | 14  |     | 8    |
| 36   | Alex Gault           | Suzuki   |     |     |     |     |    | 22  |    | 14  | 18  |     |     |     | 2    |
| 37   | Vladimir Leonov      | Yamaha   | 27  | 17  | 28  | 22  | AN | 21  | 24 | Rit | 15  | Rit | 23  |     | 1    |
| Pos. | Pilota               | Moto     |     |     |     |     |    |     |    |     |     |     |     |     | P.ti |

| Legenda | 1º posto        | 2º posto            | 3º posto           | A punti      | Senza punti        | Grassetto – Pole position Corsivo – Giro più veloce |
| Legenda | Gara non valida | Non qual./Non part. | Ritirato/Non class | Squalificato | '-' Dato non disp. | Grassetto – Pole position Corsivo – Giro più veloce |

## Sistema di punteggio
| Pos.  | 1  | 2  | 3  | 4  | 5  | 6  | 7 | 8 | 9 | 10 | 11 | 12 | 13 | 14 | 15 | 16> |
| ----- | -- | -- | -- | -- | -- | -- | - | - | - | -- | -- | -- | -- | -- | -- | --- |
| Punti | 25 | 20 | 16 | 13 | 11 | 10 | 9 | 8 | 7 | 6  | 5  | 4  | 3  | 2  | 1  | 0   |